# Icecast
Icecast – serwer mediów strumieniowych, stworzony przez fundację Xiph.org. Pozwala na założenie i prowadzenie własnego radia internetowego. Potrafi transmitować sygnał w formatach Opus, Ogg Vorbis, Ogg Theora, Ogg FLAC, Ogg Speex, WebM, MP3, AAC i Ogg MIDI. Jest rozprowadzany na licencji GNU GPL.
Icecast jest bardziej rozbudowany względem oprogramowania SHOUTcast. Jeden proces może na przykład transmitować wiele strumieni poprzez pojedynczy port (SHOUTcast potrzebuje dwóch otwartych sąsiednich portów dla poprawnego działania i transmisji jednego strumienia), każdy strumień może wymagać uwierzytelnienia, serwer może również przenosić odbiorców na inny strumień w przypadku braku sygnału. Tym niemniej obydwa programy są częściowo ze sobą zgodne (Icecast 2 potrafi współpracować z narzędziami przeznaczonymi dla serwera SHOUTcast).
Lekko zmodyfikowany Icecast został wykorzystany jako jeden z komponentów przykładowej implementacji standardu NTRIP – protokołu używanego w transmisji różnicowej GPS.